# ドミトリー・ポリャンスキー
ドミトリー・ステパノヴィチ・ポリヤンスキー（ロシア語: Дми́трий Степа́нович Поля́нский、ラテン文字転写の例：Dmitrii Stepanovich Polyanskii、ユリウス暦1917年10月25日（グレゴリオ暦11月7日） - 2001年10月8日）は、ソビエト連邦の政治家。1958年から1962年までロシア共和国閣僚会議議長（首相）。失脚後、駐日ソ連大使として日本に赴任。日本では、その言動から「恫喝大使」の異名を奉られた。

## 来歴・人物

### 生い立ち、初期の経歴
ロシア共和国エカテリノスラフ県（現在のウクライナ、ルハンスク州）ソロヴャノセルブスク村の農家に生まれる。1930年コムソモール活動に参加。1932年からコルホーズ（集団農場）で働き始める。1939年ハリコフ農業大学を卒業する。1939年ソ連共産党に入党し、ハリコフ州コムソモール部長となる。1940年赤軍に入隊。1942年兵役を終え、アルタイ地方でホロシェンスコエ機械化トラクターステーション（MTS）政治責任者やカラスクスク地区党委第一書記など党活動を行う。

### 政治的経歴
1945年党中央委員会人事部組織責任者。1949年クリミア州党第二書記を経て、1952年同第一書記。クリミアの党指導者としては、クリミア州のウクライナ共和国への移管を実施した。1955年オレンブルク州党第一書記。1956年ソ連共産党中央委員に選出される。1957年クラスノダール地方党第一書記。1958年から1962年までロシア共和国閣僚会議議長（首相）。
1960年6月、ソ連共産党中央委員会総会でアレクセイ・コスイギン、ニコライ・ポドゴルヌイとともに党幹部会員（1966年から政治局員）に選出される。当時、ポリャンスキーは政治局員としては最年少であった。1962年から1965年ソ連閣僚会議副議長（副首相）。副首相としてアレクセイ・コスイギン首相の補佐に当たり、コスイギンの後の有力な首相候補として名が挙がっていた。1964年にニキータ・フルシチョフが失脚した際には、フルシチョフの農業政策を批判している。1965年10月第一副首相となるが、レオニード・ブレジネフが権力を集中する中で失脚し、1973年2月農相となる。これは農業がソ連経済のアキレス腱という事実からして降格人事以外の何者でもなかった。

### 恫喝大使
1976年のソ連共産党大会で農業不振の責任を追及され、政治局員と農相を解任され、駐日大使に任命された。日本に着任早々勃発したのがベレンコ中尉亡命事件である。その後も5年に渡る在任中に、200海里漁業問題、日中平和友好条約締結、ソ連のアフガニスタン侵攻、ポーランド戒厳令宣告および独立自主管理労働組合「連帯」の弾圧などの諸問題をめぐり日ソ関係は冷却化した。ポリャンスキー自身も外交の場で終始、高圧的な交渉態度で臨み「恫喝大使」のニックネームがついた。また、対ソ強硬派として知られた法眼晋作外務事務次官とパーティー会場で激論となったり、日本の国会議員とソ連大使館で喧嘩をしたり、あげくの果てには任期を終え、離日前のフェアウェルパーティーで米英仏3か国の駐日外交官が一切出席しないなどエピソードには事欠かなかった。なお、対日外交の不手際もあってか、在任中、党中央委員からも外されている。ブレジネフからユーリ・アンドロポフへ最高指導者が交代する1982年、駐ノルウェー大使に転じている。
2001年10月8日、84歳で死去した。